# Taqah
Taqah (en arabe : طاقة) est une ville côtière du Sultanat d'Oman située dans le Sud du pays, dans le Dhofar, à 37 km à l'Est de la capitale régionale Salalah.
À l'origine Taqah s'est développée en tant que port exportateur de myrrhe.

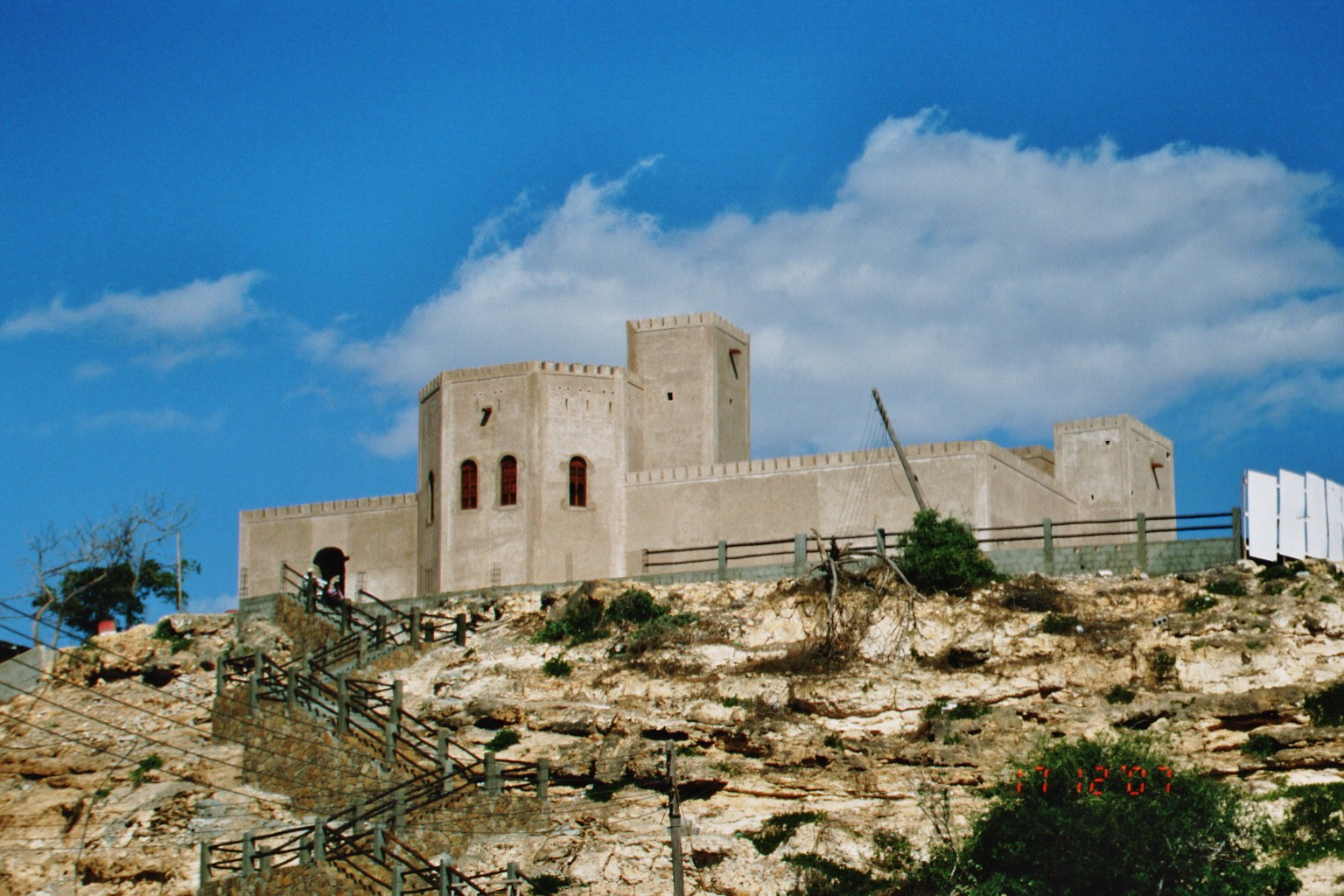
Le fort

Taqah est aussi le siège de la wilayat du même nom, qui comptait environ 16 000 habitants lors du recensement de 1993. À la même date, environ 6 000 personnes vivaient dans la ville elle-même.
La pêche et l'agriculture constituent les principales ressources de la population.
Taqah possède deux forts dont l'un a été restauré.
Originaire de cette région, Mazoon al-Mashani, la mère de l'actuel sultan Qabus ibn Said, a été inhumée à Taqah en 1992.
Deux aires protégées ont été aménagées à proximité de Taqah en 1997, Khawr Taqah et Khawr Rawri.